# Enigma (Zvezdna vrata SG-1)
Enigma je naslov epizode znanstveno-fantastične serije Zvezdna vrata, v kateri O'Neill z ekipo SG-1 pristne na planetu Tollan, na katerem vladata zmeda in smrt. Prebujeni vulkan bruha ognjeno rdečo lavo in dušeč prah, ki se zgrinjata nad vsepovsod ležečimi trupli. Ekipa reši nekaj preživelih in jih skozi zvezdna vrata odpelje na Zemljo. Toda Tollanci jim za rešitev niso hvaležni. Njihov vodja Omoc ima človeško raso za primitivno, saj ne poseduje primerljive tehnologije. Ravno tako je zavračal zatočišče na drugih planetih z manj razvito kulturo.
Narim, eden od rešenih Tollancev, je bil za rešitev hvaležen in je bil pripravljen povedati več o Tollancih in tollanski tehnologiji. Povedal je tudi, da so bolj zadržani, ker je uničenje nihovega planeta posredno povzročila manj razvita civilizacija na sosednjem planetu (nekako na nivoju zemeljske tehnologije). Tej civilizaciji so v dobri veri zaupali del svoje tehnologije, vendar je bila potem uporabljena kot orožje, ki je uničilo sosednji planet in destabiliziralo Tollan. 
Tollanci so nato s pomočjo posebne naprave, ki omogoča hojo skozi stene in druge ovire, ušli iz baze, vendar so jih stražarji ujeli in pripeljali nazaj. V bazi jih je pričakalo nekaj vojaških predstavnikov s pooblastilom predsednika ZDA, naj odvedejo in zaslišijo Tollance glede njihove tehnologije. Ekipa SG-1 se je zato odločila, da Tollancem pomagajo pobegniti, zato so z drugo tollansko napravo poklicali Noxe, da bi jim pomagali pri transportu na njihov novi planet.